# Amata aurantiifrons
Amata aurantiifrons là một loài bướm đêm thuộc phân họ Arctiinae, họ Erebidae.